# Leo Smit (Komponist, 1900)

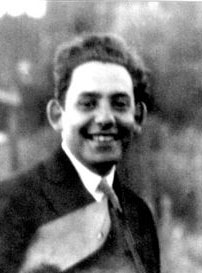
Leo Smit (um 1918)

Leo Smit (geboren 14. Mai 1900 in Amsterdam; gestorben 30. April 1943  im Vernichtungslager Sobibor) war ein niederländischer Komponist und Pianist.

## Leben
Leo Smit entstammte einer wohlhabenden Familie portugiesisch-jüdischer Herkunft. Er erhielt früh Musikunterricht und studierte von 1919 bis 1924 Klavier und Komposition am Konservatorium Amsterdam; zu seinen Lehrern zählten Sem Dresden und Bernard Zweers.  Das 1922 entstandene Orchesterwerk „Silhouetten“ gelangte drei Jahre später mit dem Concertgebouw Orchester unter Leitung von Cornelis Dopper zur Uraufführung. Zum Militärdienst eingezogen, wurde Smit nach einiger Zeit für untauglich erklärt und wirkte als Dozent für Harmonielehre und Musikvermittlung am Amsterdamer Konservatorium.
1927 übersiedelte er nach Paris, wo er sich für neun Jahre aufhalten sollte und musikalische Einflüsse von Komponisten wie Maurice Ravel, Igor Strawinski, Darius Milhaud, Arthur Honegger oder Francis Poulenc aufnahm, jedoch weiterhin enge Kontakte nach Holland pflegte. 1933 heiratete er Engeline de Vries, die ihm nach Paris folgte. Nach einem Jahr in Brüssel kehrte Smit 1937 nach Amsterdam zurück, wo er Privatunterricht in Klavier, Musiktheorie und Komposition erteilte. Kompositionen Smits erklangen regelmäßig im niederländischen Rundfunk.
Mit der deutschen Invasion der Niederlande im Zweiten Weltkrieg verschlechterte sich die Situation von Smit zunehmend, so konnte seine Musik nicht mehr aufgeführt werden. Dennoch komponierte er weiter, sein letztes Werk wurde eine im Februar 1943 vollendete Sonate für Flöte und Klavier. Im April 1943 wurde Leo Smit mit seiner Frau über das Durchgangslager Westerbork in das Vernichtungslager Sobibor verschleppt, wo beide  ermordet wurden.
Smit komponierte an Claude Debussy und Albert Roussel orientierte Orchesterwerke und Kammermusik. Nach seinem Tod war er zunächst völlig vergessen, seit Ende der 1980er Jahre werden seine Werke wieder häufiger aufgeführt.

## Werke
- Ouvertüre zu Herman Teirlincks De vertraagde film für Orchester (1923)
- Silhouetten für Orchester (1925)
- Suite für Klavier (1926); Forlane et Rondeau, für Orchester frei bearbeitet von Godfried Devreese (1958)
- Trio für Flöte, Viola und Harfe (1926)
- Quintett für Flöte, Violine, Viola, Cello und Harfe (1928)
- Deux hommages an Sherlock Holmes und Philo Remington, den Erfinder der Schreibmaschine; für Klavier (1928–1930)
- Schemselnihar, Ballett für Orchester (1929)
- Concertino für Harfe und Orchester (1933)
- Sextett für Flöte, Oboe, Klarinette, Fagott, Horn und Klavier (1933)
- Sinfonie in C-Dur (1936)
- Konzert für Klavier und Blasorchester (1937)
- Concertino für Cello und Orchester (1937)
- Suite für Oboe und Cello (1938)
- Trio für Klarinette, Viola und Klavier (1938)
- Kleine Prelude van Ravel, für Alt und Klavier; Text von Martinus Nijhoff (1938)
- La Mort, für Sopran, Alt und Klavier, Text von Charles Baudelaire (1938)
- De bruid, für Frauenchor, Text von Jan Prins (1939)
- Streichquartett (1939–1940)
- Divertimento für Klavier vierhändig (1940); für Orchester bearbeitet von Andries van Rossem (2008)
- Konzert für Viola und Streichorchester (1940)
- Sonate für Flöte und Klavier (12. Februar 1943); für Orchester bearbeitet von Willem Strietman (1989)
- Twaalf stukken voor 4 handen für Klavier vierhändig